# Біологічна температурна шкала
Біологічна температурна шкала або шкала Угарова — температурна шкала, запропонована російським професором Гавриїлом Угаровим. Широко використовується в Якутії.
Градус шкали Угарова (°U) дорівнює градусу Цельсія (°С). Нульовою точкою шкали є так звана «температурна границя холоду» — +4 °С.

## Обґрунтування вибору нуля
За дослідженнями професора Угарова, починаючи саме з температури +4 °С кінетика і динаміка фізіологічних процесів живих організмів аномально змінюється: холоднокровні тварини впадають у заціпеніння, а теплокровні — у сплячку; рослини, стійкі до низьких температур, переходять у стан вимушеного покою, теплолюбні рослини — гинуть. При +4 °С вода має найбільшу густину і при подальшому зниженні температури її об'єм збільшується, а густина зменшується.
При температурах нижче +4°С вода набуває кристалічної структури. Така вода практично не транспортується через мембрани клітини, порушується внутрішньоклітинний, міжклітинний і внутрішньотканинний водообмін. Це явище фізіології рослин, відоме як феномен «фізіологічної сухості холодних ґрунтів», відкрите німецьким вченим Шимпером у XIX столітті. У його дослідах рослини переставали поглинати воду з добре зволоженого холодного ґрунту і гинули від нестачі води. А при порушенні водообміну порушуються всі фізіолого-біохімічні процеси, що негативно позначається на стан організму.

## Температурні діапазони
1. Позитивні температури: від 0 °U і вище.
  1. Прохолодні: від 0 до +12 °U — людина мерзне, рослини ростуть повільно.
  2. Теплі: від +12 до +27 °U — сприятлива температура для життєдіяльності організмів.
  3. Спекотні: від +27 °U і вище — температура +27 °U (+31 °С) є критичною для діоксиду вуглецю (СО2), що викликає у людини гіпоксію.
2. Негативні температури: від 0 °U і нижче.
  1. Холодні: від 0 до −4 °U.
  2. Морозні: від −4 °U і нижче.
  3. Жорстокі морози: від −60 °U (−56 °С), нижньої критичної температурою діоксиду вуглецю (СО2).